# Turmasgade

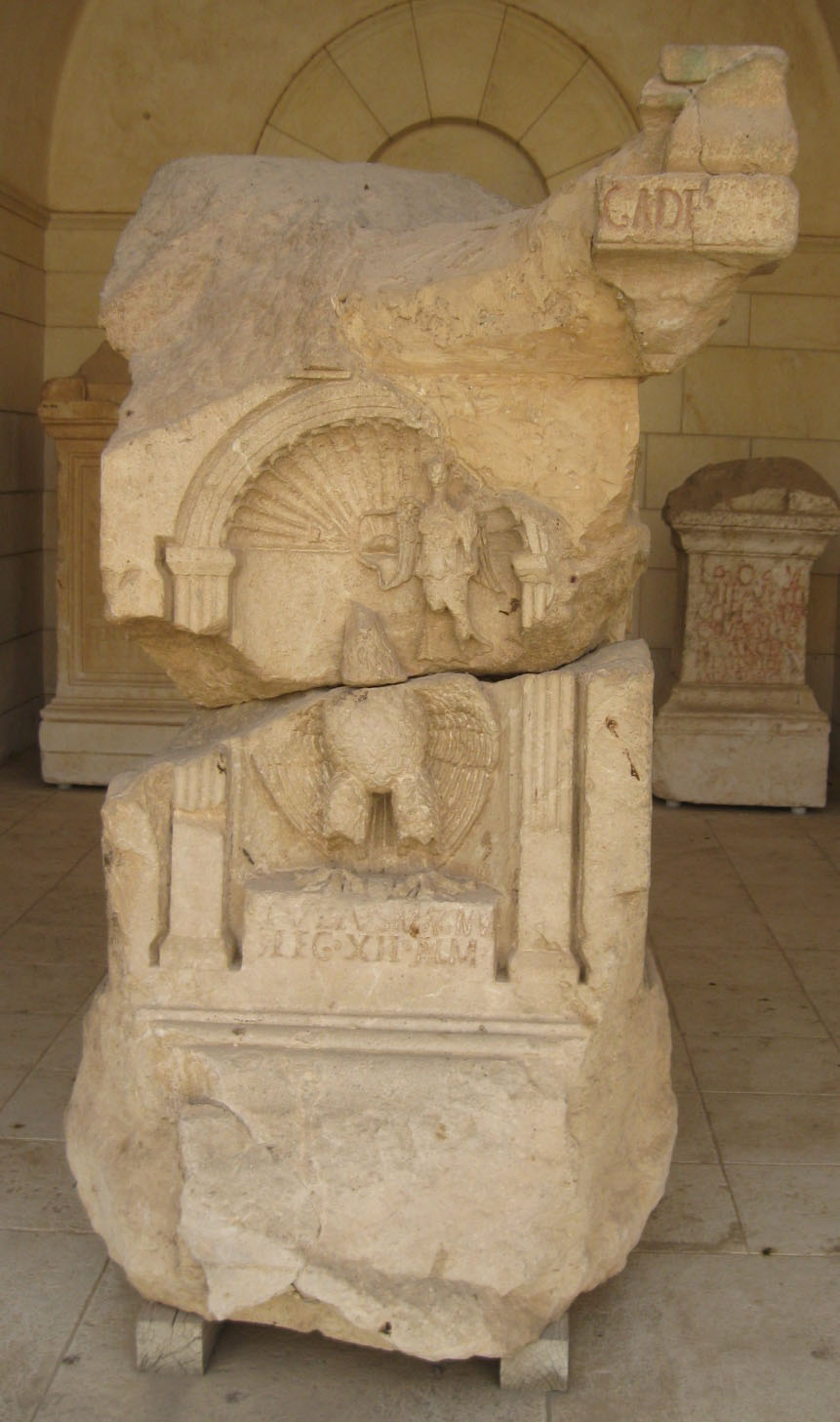
Altar mtt Weihung an Turmasgade, aus Caesarea Maritima

Turmasgade ist ein wenig bekannter Gott, der von etwa 10 Inschriften aus dem Römischen Reich bekannt ist. Der Name Turmasgade ist aramäisch und bedeutet Berg der Verehrung oder Berg des Heiligtums. Tur bedeutet Berg; msgd – Verehrung oder Heiligtum. Dies mag darauf hindeuten, dass Turmasgade ein heiliger Berg, aber auch eine Gottheit war. In einigen Inschriften wird er mit Zeus identifiziert, in anderen Inschriften ist solche Identifizierung jedoch nicht belegt. Es wurde vermutet, dass der Gott aus der Kommagene stammt. Zwei Stifter von Weihungen an den Gott haben Verbindungen zu dieser Region. Bisher gibt es nur neun (vielleicht zehn) sichere Belege zu dem Gott, die meist aus dem Osten des Römischen Reiches stammen. Eine Inschrift kommt aber aus Trier, eine weitere aus Rom. In Dura Europos wurde ein Heiligtum des Gottes ausgegraben.